# Väärälampi
Väärälampi är en sjö i kommunen Nyslott i landskapet Södra Savolax i Finland. Sjön ligger 88,8 meter över havet. Arean är 52 hektar och strandlinjen är 7,53 kilometer lång. Sjön  ingår i Vuoksens huvudavrinningsområde.   Den ligger omkring 110 kilometer öster om S:t Michel och omkring 310 kilometer nordöst om Helsingfors. 